# Dieulefit
Dieulefit – miejscowość i gmina we Francji, w regionie Owernia-Rodan-Alpy, w departamencie Drôme.
Według danych na rok 1990 gminę zamieszkiwały 2924 osoby, a gęstość zaludnienia wynosiła 107 osób/km² (wśród 2880 gmin regionu Rodan-Alpy Dieulefit plasuje się na 301. miejscu pod względem liczby ludności, natomiast pod względem powierzchni na miejscu 277.).

## Galeria

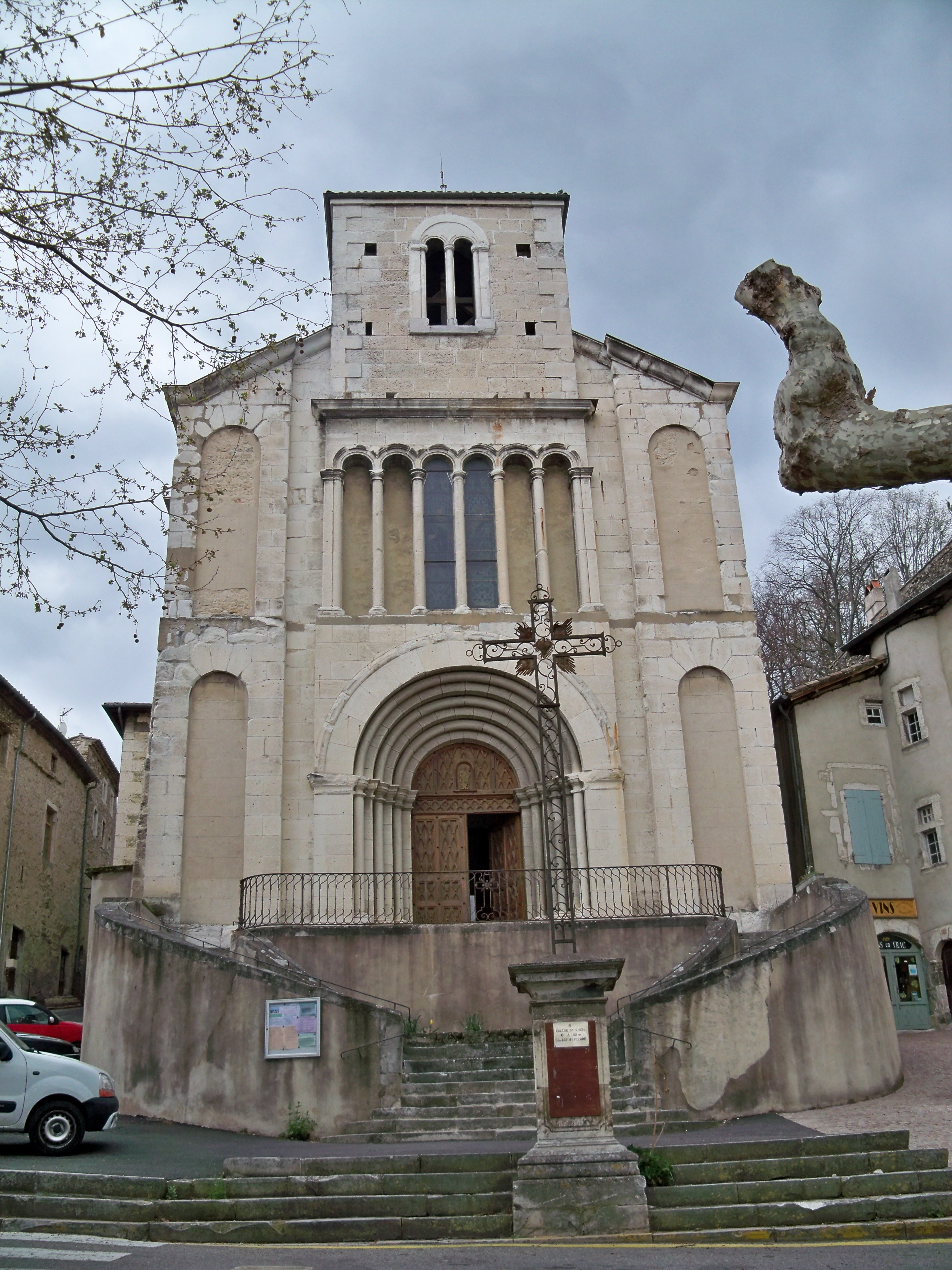
Kościół św. Rocha w Dieulefit, 2012
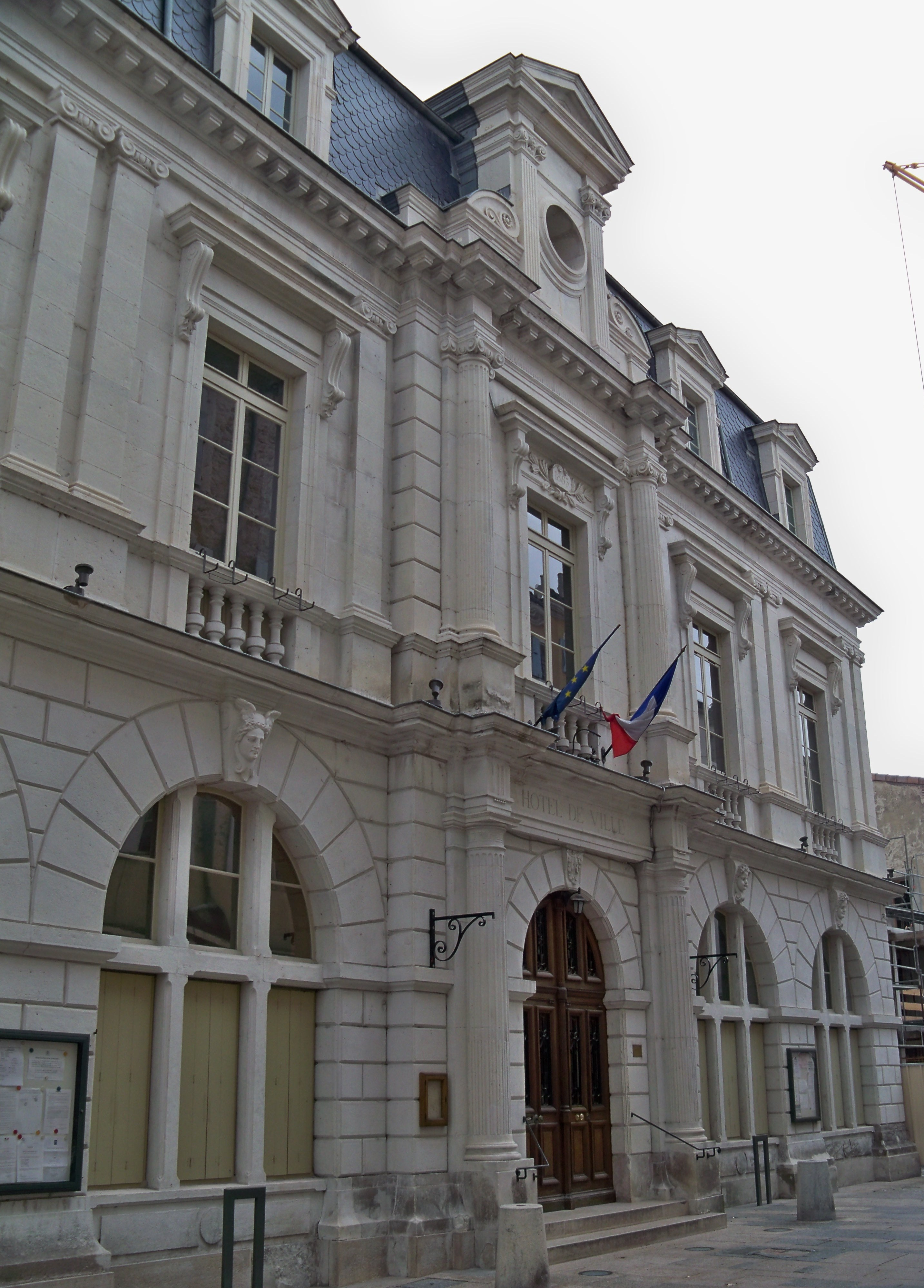
Ratusz w Dieulefit, 2012
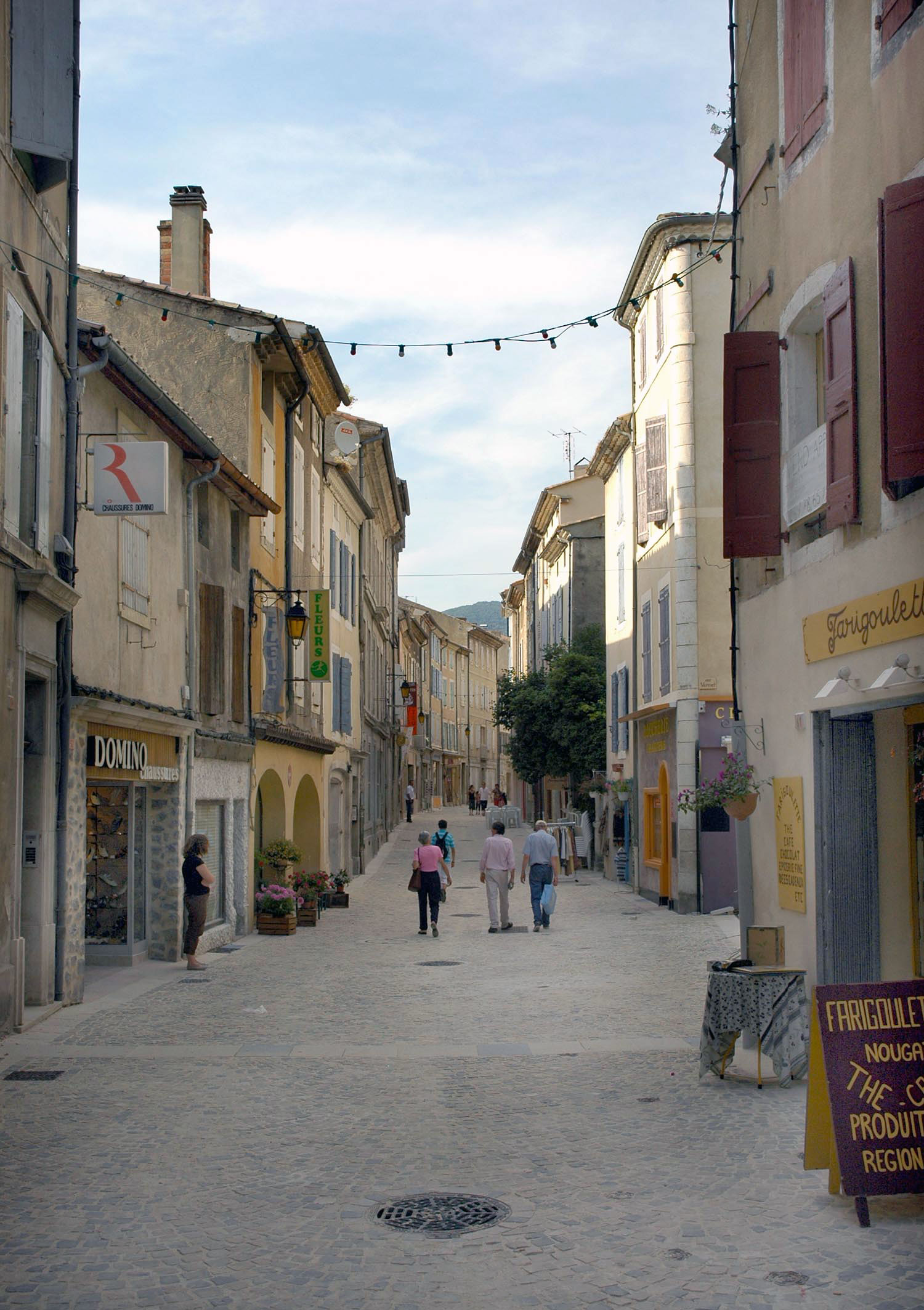
Starówka w Dieulefit, 2007